# Riansares Serrano Morales
Riansares Serrano Morales, née le 10 février 1965, est une femme politique espagnole membre du Parti socialiste ouvrier espagnol (PSOE).

## Biographie

### Vie privée
Elle est mariée et mère d'une fille.

### Profession
Elle est archiviste et fonctionnaire de carrière.

### Carrière politique
De 2004 à 2010 elle déléguée de la Junte des communautés de Castille-La Manche dans la province de Guadalajara chargée de la Culture.
Le 20 décembre 2015, elle est élue sénatrice pour Guadalajara au Sénat et réélue en 2016.